# Leopold Eustache Czapek

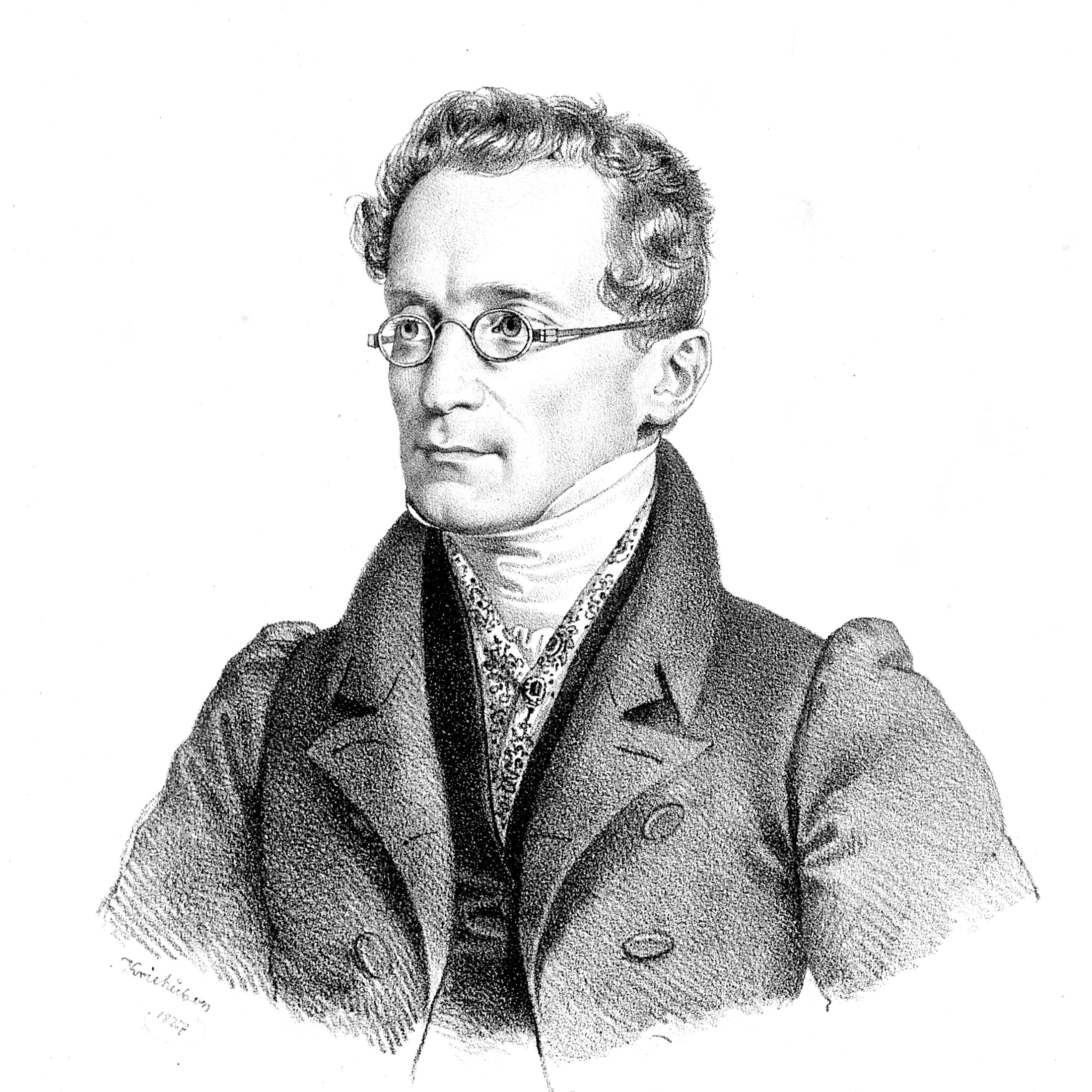
Leopold Eustache Czapek, 1827

Leopold Eustache Czapek (* 15. November 1792 in Böhmisch Krumau; † 1840 in Illyrien) war ein böhmischer Komponist.
Czapek wirkte als Klavierlehrer und Komponist in Warschau und in Wien. Unter den mehr als 60 überlieferten Werken finden sich Klaviermusik, Kammermusik und Vokalwerke. Außerdem schrieb er eine Variation über einen Walzer von Anton Diabelli. Dieser hatte 1819 insgesamt 50 zeitgenössische Komponisten zu je einer Variation über einen eigenen Walzer angeregt und die Variationenfolge 1824 unter dem Titel Vaterländischer Künstlerverein veröffentlicht; Ludwig van Beethoven verarbeitete das Thema in seinen Diabelli-Variationen op. 120.